# 隙塔姆蛛
隙塔姆蛛（学名：Tamgrinia coelotiformis）为暗蛛科塔姆蛛属的动物。在中国大陆，分布于甘肃等地。该物种的模式产地在甘肃。